# Idrija
Idrija es el nombre de una localidad y de un municipio de Eslovenia. La ciudad se encuentra encajada un valle profundo en la confluencia de los ríos Idrijca y Nikova. Es conocida por su mina de mercurio (hoy en proceso de clausura) y por los encajes.

## Historia

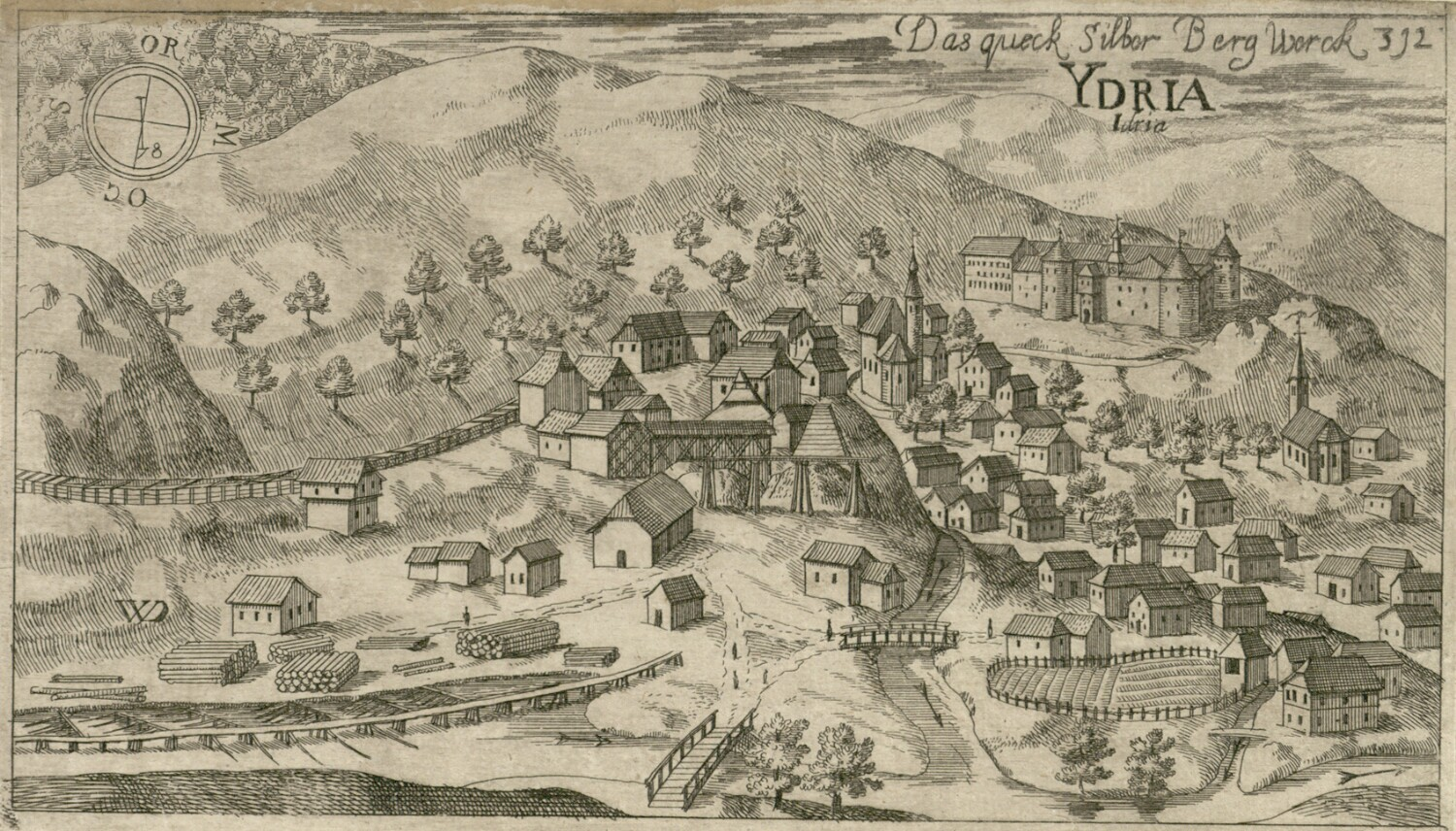
Ilustración de la ciudad hacia 1679

Entrada al pozo de Antonio.

Cerca de Idrija, en Divje Babe, se ha hecho el notable descubrimiento arqueológico de un fémur de oso joven de aproximadamente 43.100 años de antigüedad, que correspondería a una flauta prehistórica.
Hasta el siglo XVI el área estaba escasamente poblada y se encontraba bajo el control de los señores de Tolmin. El mercurio fue descubierto en Idrija en 1497. En un principio se disputaron la explotación compañías de la República de Venecia y de Carintia, pero en 1575 el gobierno austríaco se hizo con el control y comenzó su explotación a gran escala.
Las minas de Idrija fueron durante mucho tiempo las segunda productoras mundiales de mercurio, por detrás de Almadén en España. Fueron importantes para la extracción de plata en la América española, y junto con las minas de mercurio de Huancavelica en Perú y Almadén, los principales lugares de los que se surtían las minas argentíferas del Nuevo Mundo. Idria proporcionaba el 2,32% de los 370000 kilos de mercurio consumidos anualmente en América hasta el siglo XVIII. A partir de 1970 la producción decayó, en parte por la baja cantidad de mercurio de los nuevos depósitos, y en parte porque el precio mundial del mineral se desplomó.
Idrija es uno de los pocos lugares en el mundo donde el mercurio se encuentra tanto en estado líquido como en sulfuro. La entrada subterránea de la mina, llamada el Pozo de Antonio (Antonijev rov) se usa hoy en día para las visitas turísticas de los niveles superiores. Los inferiores, que llegan hasta los 400 m de profundidad, se encuentran clausurados. Ya en el siglo XVII, Valvasor, al visitar la zona, relata que tuvo que descender más de 200 m para llegar a la mina.
El conjunto minero del mercurio de Idrija fue declarado Patrimonio de la Humanidad junto a la localidad ciudadrealeña de Almadén por la Unesco en 2012.